# 한국콘텐츠학회
한국콘텐츠학회는 컨텐츠 관련분야 제반 학술연구 및 교육활동을 통한 컨텐츠산업 육성을 목적으로 2000년 3월 16일 설립된 대한민국 문화체육관광부 소관의 사단법인이다. 사무실은 대전광역시 유성구 대학로 76번안길 62 승은빌딩 3층에 있다

## 다외부 링크
- 한국콘텐츠학회 홈페이지